# 狐火

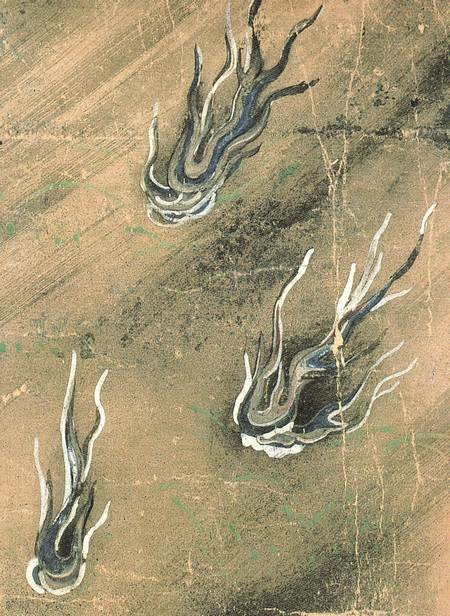
作者不詳『化け物尽くし絵巻』（江戸時代後期）

狐火（きつねび）は、日本各地に伝わる怪火。ヒトボス、火点し（ひともし）、燐火（りんか）とも呼ばれる。

## 概要
郷土研究家・更科公護がまとめた狐火の特徴によれば、火の気のないところに、提灯または松明のような怪火が一列になって現れ、ついたり消えたり、一度消えた火が別の場所に現れたりするもので、正体を突き止めに行っても必ず途中で消えてしまうという。また、現れる時期は春から秋にかけてで、特に蒸し暑い夏、どんよりとして天気の変わり目に現れやすいという。
長野県では提灯のような火が一度にたくさん並んで点滅するという。
火の色は青みを帯びた火だともいう。
現れる場所は、富山県砺波市では道のない山腹など、人の気配のない場所というが、石川県鳳至郡門前町（現・輪島市）では、逆に人をどこまでも追いかけてきたという伝承もある。狐が人を化かすと言われているように、狐火が道のない場所を照らすことで人の歩く方向を惑わせるともいわれており、長野県飯田市では、そのようなときは足で狐火を蹴り上げると退散させることができるといわれた。出雲国（現・島根県）では、狐火に当たって高熱に侵されたとの伝承もあることから、狐火を行逢神（不用意に遭うと祟りをおよぼす神霊）のようなものとする説も根強く唱えられている。
また長野の伝説では、ある主従が城を建てる場所を探していたところ、白い狐が狐火を灯して夜道を案内してくれ、城にふさわしい場所まで辿り着くことができたという話もある。
山形県の出羽や秋田県では狐火を「狐松明（きつねたいまつ）」と呼ぶ。これは、良いことの起きる前兆とされている。
正岡子規が俳句で冬と狐火を詠っている通り、出没時期は一般に冬とされているが、夏の暑い時期や秋に出没した例も伝えられている。
狐火を鬼火の別称とする説もあるが、一般には鬼火とは別のものとして扱われている。

## 各地の狐火

### 王子稲荷の狐火

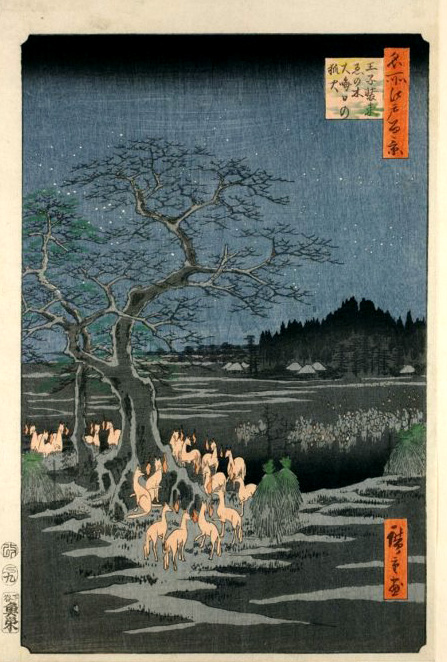
広重『名所江戸百景』より「王子装束ゑの木 大晦日の狐火」

東京北区 王子の王子稲荷は、稲荷神の頭領として知られると同時に狐火の名所とされる。かつて王子周辺が一面の田園地帯であった頃、路傍に一本の大きな榎の木があった。毎年大晦日の夜になると関八州（関東全域）の狐たちがこの木の下に集まり、正装を整えると、官位を求めて王子稲荷へ参殿したという。その際に見られる狐火の行列は壮観で、近在の農民はその数を数えて翌年の豊凶を占ったと伝えられている。

### 狐の嫁入り
宝暦時代の越後国（現・新潟県）の地誌『越後名寄』には、怪火としての「狐の嫁入り」の様子が以下のように述べられている。
ここでは夜間の怪火が4キロメートル近く並んで見えることを「狐の婚」と呼ぶことが述べられており、同様に日本各地で夜間の山野に怪火が連なって見えるものを「狐の嫁入り」と呼ぶ。

### その他
岡山県・備前地方や鳥取県では、こうした怪火を「宙狐（ちゅうこ）」と呼ぶ。一般的な狐火と違って比較的低空を浮遊するもので、岡山の邑久郡豊原村では、老いた狐が宙狐と化すという。また同じく邑久郡・玉津村の竜宮島では、雨模様の夜に現れる提灯ほどの大きさの怪火を宙狐と呼び、ときには地面に落ちて周囲を明るく照らし、やがて跡形もなく消え去るという。明治時代の妖怪研究家・井上円了はこれに「中狐」の字を当て、高く飛ぶものを天狐、低く飛ぶものを中狐としている。

## 正体

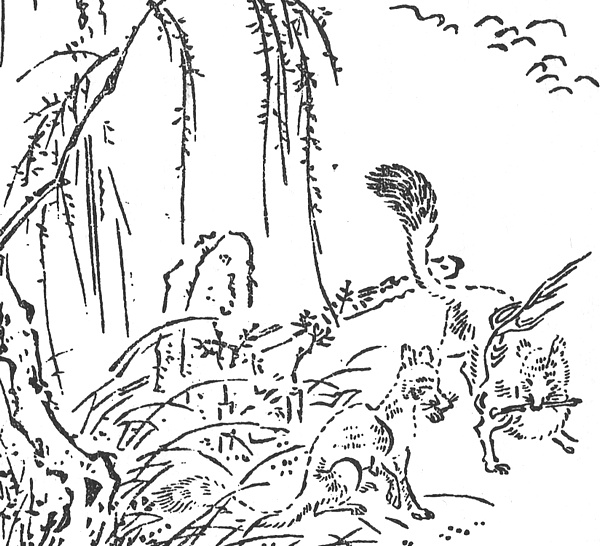
『訓蒙天地弁』にある狐火の画

各地の俗信や江戸時代の古書では、狐の吐息が光っている、狐が尾を打ち合わせて火を起こしている、狐の持つ「狐火玉」と呼ばれる玉が光っているなど、様々にいわれている。寛保時代の雑書『諸国里人談』では、元禄の初め頃、漁師が網で狐火を捕らえたところ、網には狐火玉がかかっており、昼には光らず夜には明く光るので照明として重宝したとある。
英語のFoxFire（「朽ちた木の火」の意から、実際にはヒカリゴケなどの生物発光）を直訳した説
元禄時代の本草書『本朝食鑑』には、狐が地中の朽ちた木を取って火を作るという記述がある。英語の「foxfire」が日本語で「狐火」と直訳され、この「fox」は狐ではなく「朽ちる」「腐って変色する」を意味し、「fox fire」は朽ちた木の火、朽木に付着している菌糸、キノコの根の光を意味していることから、『本朝食鑑』の記述は、地中の朽ち木の菌糸から光を起こすとの記述とも見られる。
死体から出るガス等による光説
『本朝食鑑』には、狐が人間の頭蓋骨や馬の骨で光を作るという記述もあり、読本作者・高井蘭山による明和時代の『訓蒙天地弁』、江戸後期の随筆家・三好想山による『想山著聞奇集』にも同じく、狐が馬の骨を咥えて火を灯すとの記述がある。長野県の奇談集『信州百物語』によれば、ある者が狐火に近づくと、人骨を咥えている狐がおり、狐が去った後には人骨が青く光っていたとある。このことから後に、骨の中に含まれるリンの発光を狐火と結び付ける説が、井上円了らにより唱えられた。リンが60度で自然発火することも、狐火の正体とリンの発光とを結びつける一因となっている。
反論
しかし伝承上の狐火はキロメートル単位の距離を経ても見えるといわれているため、菌糸やリンの弱々しい光が狐火の正体とは考えにくい。
1977年には、日本民俗学会会員・角田義治の詳細な研究により、山間部から平野部にかけての扇状地などに現れやすい光の異常屈折によって狐火がほぼ説明できるとされた。ほかにも天然の石油の発火、球電現象などをその正体とする説もあるが、現在なお正体不明の部分が多い。